# Aulus Gellius
Aulus Gellius (ca. 125-efter 180) var en romersk forfatter og grammatiker, muligvis af afrikansk oprindelse, sandsynligvis født og i alle fald opdraget i Rom.
Han studerede grammatik og retorik i Rom og filosofi i Athen, hvorefter han vendte tilbage til Rom, hvor han havde en juridisk stilling. Hans lærere og venner talte mange berømmelige mænd, bl.a. Sulpicius Apollinaris, Herodes Atticus og Fronto.
Hans eneste værk, Noctes Atticae (Attiske Nætter), har fået sit navn, da han påbegyndte det i de lange vinternætter, som han tilbragte i Attika. Han fortsatte værket i Rom. Det er en samling af særlige ting, som han havde hørt om i samtaler eller læst om i bøger, og den indeholder notater angående grammatik, geometri, filosofi, historie og snart sagt enhver anden form for viden.
Værket, som med vilje er uden nogen følge eller orden, er inddelt i 20 bøger. Alle disse er os overleverede bortset fra den ottende, hvoraf intet andet end et indeks er tilbage. Noctes Atticae er værdifuldt pga. den indsigt, det giver i samfundets natur og beskæftigelser på den tid, men også fordi det indeholder uddrag af ellers tabte antikke forfattere.